# ТОР «Южная Якутия»
Территория опережающего социально-экономического развития «Южная Якутия» — территория в Республике Саха (Якутия) России, на которой установлен особый правовой режим осуществления предпринимательской деятельности. Создана в 2016 году. Основная специализация ТОР — добыча полезных ископаемых и горнодобыча.

## Развитие территории
ТОР «Южная Якутия» была создана на Дальнем Востоке в соответствии с постановлением Правительства РФ от 28 декабря 2016 г. № 1524 "О создании территории опережающего социально-экономического развития «Южная Якутия».
В дальнейшем, правительственными постановлениями от 23 сентября 2017 года № 1141 и от 24 января 2018 года № 55, границы территории опережающего социально-экономического развития дважды расширялись. Также постановлением Правительства РФ от 16 ноября 2018 года № 1381 финансирование ТОР «Южная Якутия» (и ряда других ТОР) в рамках госпрограммы «Социально-экономическое развитие Дальнего Востока и Байкальского региона» было значительно увеличено.
Как отмечалось в сентябре 2019 года, накануне V Восточного экономического форума, к этому времени компании, получившие статус резидента, представили 12 инвестпроектов на сумму 109,7 млрд рублей. При этом инвестиции на сумму 24,6 млрд рублей уже были осуществлены, что привело к созданию 5 395 новых рабочих мест.
В октябре 2020 года вице-премьер Юрий Трутнев сообщил, что резиденты ТОР «Южная Якутия» в два раза превысили плановые показатели, и назвал эту ТОСЭР одной из самых динамично развивающихся.
В конце 2021 года было объявлено, что более 15 млрд рублей в добычу угля на месторождении Сыллахское на юге Якутии инвестирует компания «Антрацитинвестпроект». Соответствующее соглашение о сотрудничестве с Корпорацией развития Дальнего Востока и Арктики и Агентства по привлечению инвестиций и поддержке экспорта Республики Саха (Якутия) компания подписала на VI Восточном экономическом форуме, который состоялся 2-4 сентября во Владивостоке.
Требования к потенциальным резидентам предусматривают, что компания-соискатель должна быть зарегистрирована в ТОР «Южная Якутия», не должна иметь филиалов вне ТОР, предоставить минимальный объём инвестиций не менее 500 тыс. рублей, не находиться в процессе ликвидации, банкротства или реорганизации и соответствовать профильным видам деятельности ТОР.
По состоянию на конец 2021 года на территории опережающего развития зарегистрировано 18 резидентов, общая сумма заявленных инвестиций составляет 111,1 млрд рублей,
количество создаваемых рабочих мест — 8861.

## Резиденты
Резиденты территорий опережающего социально-экономического развития получают ряд налоговых льгот. В частности, нулевой налог на прибыль в течение 5 лет с момента первой прибыли, нулевой налог на землю в течение 3-5 лет, нулевые таможенные пошлины и таможенный НДС при применении процедуры свободной таможенной зоны и прочие льготы.
Среди резидентов ТОР «Южная Якутия» — такие компании, как "Горнообогатительный комплекс «Денисовский» и "Горнообогатительный комплекс «Инаглинский» (якорные резиденты входят в группу «Колмар» — «Сервис-Интегратор Якутия», «СГТ-Восток», «ТФМ-Якутия» и др).